# Amblève (rzeka)
Amblève (fr.: [ɑ̃blɛv]) lub Amel (niem., [ˈaːml̩]) – rzeka o długości 93 km we wschodniej Belgii w prowincji Liège. Jest prawym dopływem rzeki Ourthe. Jej źródło znajduje się w pobliżu Büllingen w High Fens lub Hoge Venen (holenderski), Hohes Venn (niem.) i Hautes Fagnes (fr.), blisko granicy z Niemcami.
Dopływami Amblève są rzeki Chefna, Ninglinspo, Warche, Eau Rouge, Salm i Lienne. Amblève przepływa przez miasta Amel, Stavelot, Trois-Ponts, Remouchamps i Aywaille. Amblève łączy się z rzeką Ourthe w Comblain-au-Pont.
W wiosce Coo (w pobliżu Trois-Ponts) znajduje się 15-metrowy Wodospad Coo. Został on sztucznie stworzony w XVIII wieku, kiedy miejscowi mnisi przecięli zakole rzeki, by zasilić młyn wodny. Wysuszone koryto rzeki jest obecnie wykorzystywane jako dolny zbiornik retencyjny dla elektrowni wodnej Coo-Trois-Ponts.

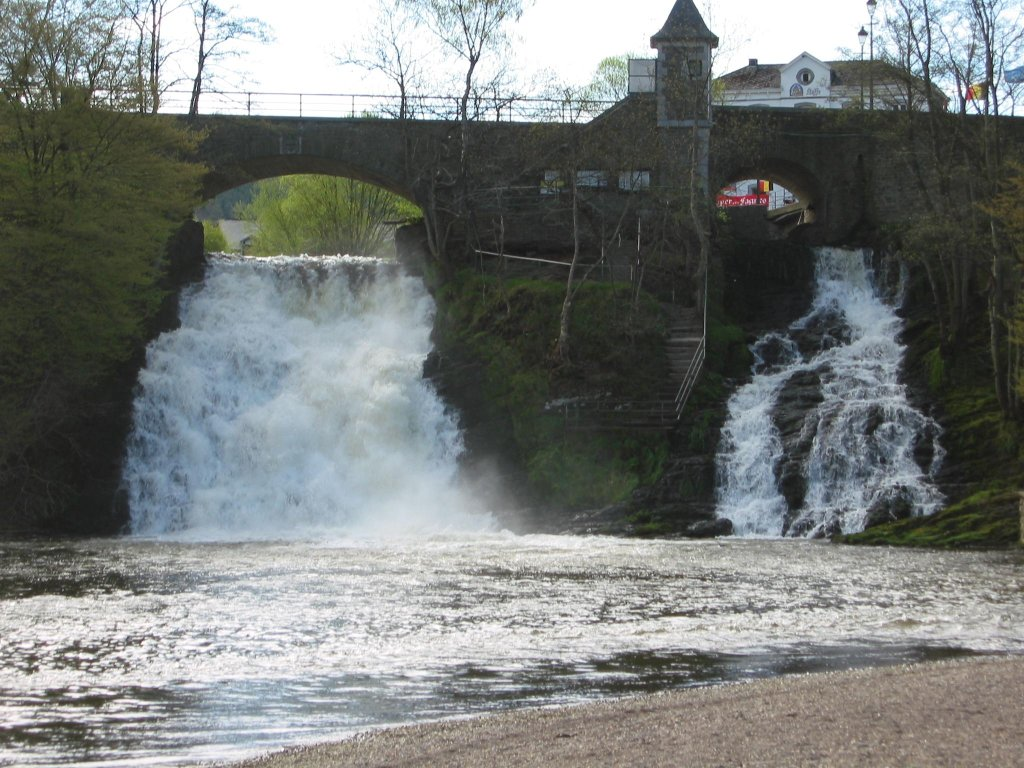
Wodospad w Coo

Ciekawostką pobliskiej wioski Lorcé jest projekt zapory znajdującej się w miejscu zwanym „Fang-Naze” lub „Fagne-Naze”. Zbudowana w latach 1928–1932, zatrzymuje około 50 tys. m³ wody, która jest następnie poprowadzona przez tunel o dł. 3460 metrów wydrążony we wzgórzu, a następnie spada z wys. 40 metrów do turbin elektrowni „Heid Ile” we wsi Nonceveux, będącą częścią Aywaille.
Na prawym brzegu w pobliżu Sprimont znajduje się jaskinia Belle Roche, najstarsze znane miejsce zamieszkania człowieka w krajach Beneluksu (datowane na około 500 000 lat).
Odcinek rzeki „Fond de Quareux” w pobliżu Nonceveux jest wymieniany jako jeden z głównych zabytków Walonii.